# 鴨田川
鴨田川（かもたがわ）
- 岩手県・宮城県を流れる北上川水系の河川。赤川・松川などを経て北上川本川に至る。
- 新潟県を流れる渋海川水系の河川。渋海川本川に合流する1次支川。
- 岐阜県・愛知県を流れる庄内川水系の河川。
  - 新川を経て伊勢湾に至る2次支川。本項目で説明。
  - 香流川・矢田川を経て庄内川に至る4次支川。
- 香川県を流れる大束川水系の河川。大束川本川に合流する1次支川。

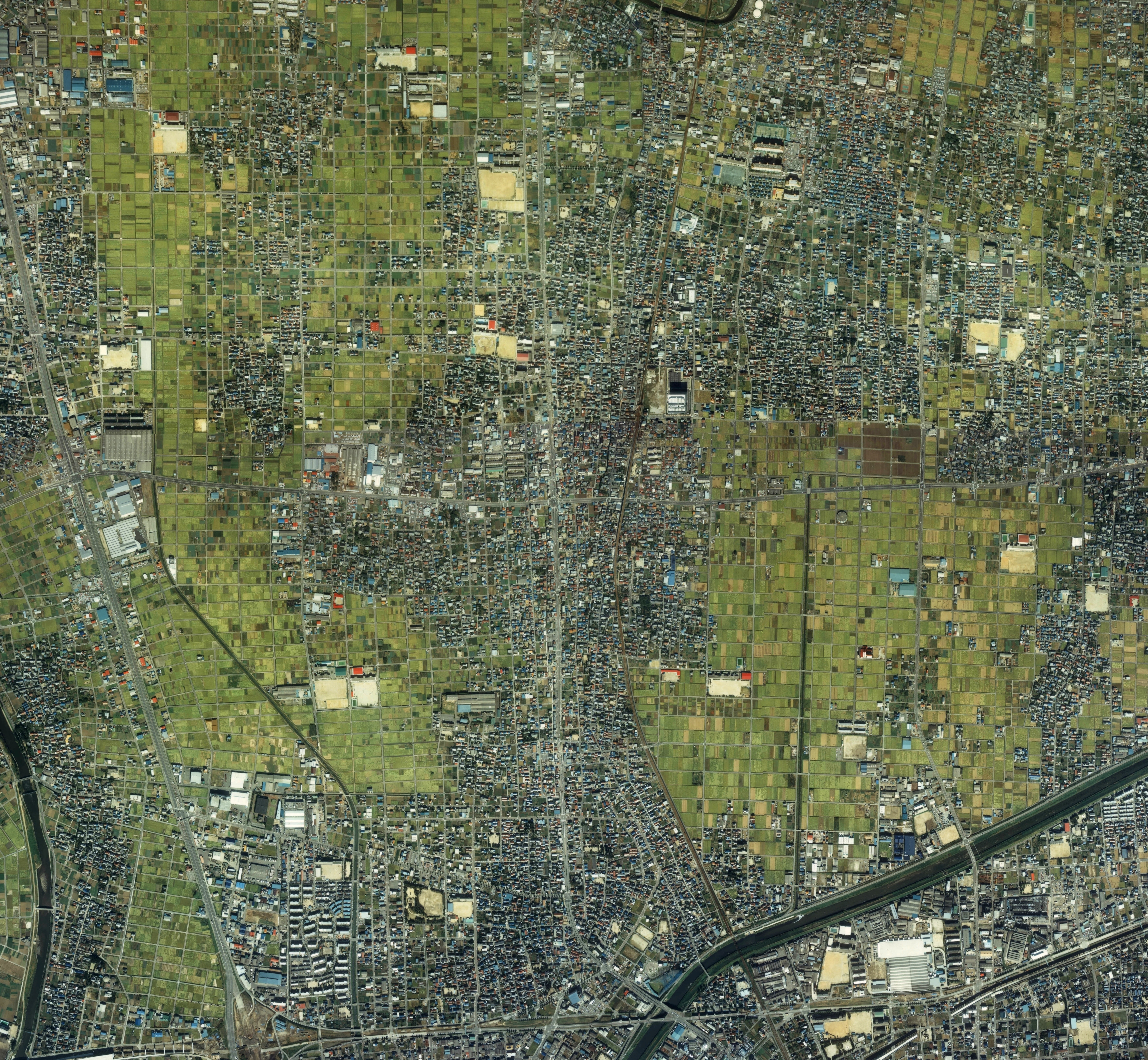
愛知県北名古屋市を流れる水場川（左）と鴨田川（右）。
1987年度（昭和62年度）に撮影された

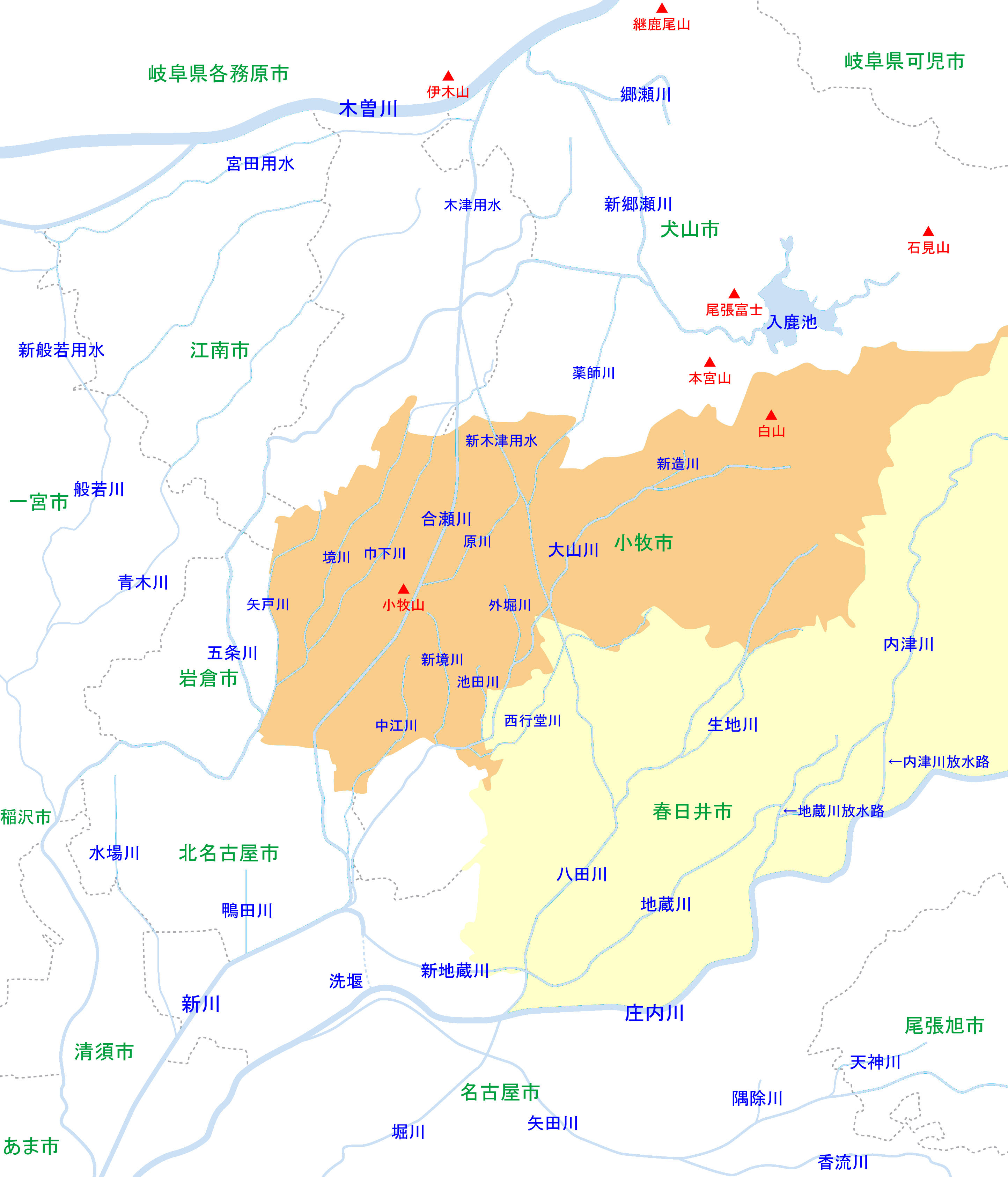
小牧市・春日井市周辺河川の位置関係図

鴨田川（かもたがわ）は、庄内川水系の一級河川。愛知県北名古屋市を流れる。新川に合流する2次支川。

## 地理
愛知県北名古屋市能田付近を上流端として南に流れ、北名古屋市九之坪鴨田付近で新川に合流する。河川法における河川延長は約3キロメートル。新川合流点付近の地名でもある「鴨田」は「鴨が降り立つような排水の悪い水田」を意味しており、下流域周辺にはこれ以外にも低湿地帯を想起させる地名が多い。

## 歴史
流域周辺は農業を中心として発展した地域であり、鴨田川は農業用水路が拡幅整備されたものである。そのため流路は何度か直角に流れを変えている。
西を流れる水場川と同様に五条川や合瀬川に挟まれた地域を流れるため内水被害に悩まされた地域であり、周辺の地域は「鴨田川輪中」を結成して水害に対処してきた。近年の水害で特に大きなものは、1976年（昭和51年）の台風17号に起因する豪雨、2000年（平成12年）の東海豪雨による浸水被害が挙げられる。

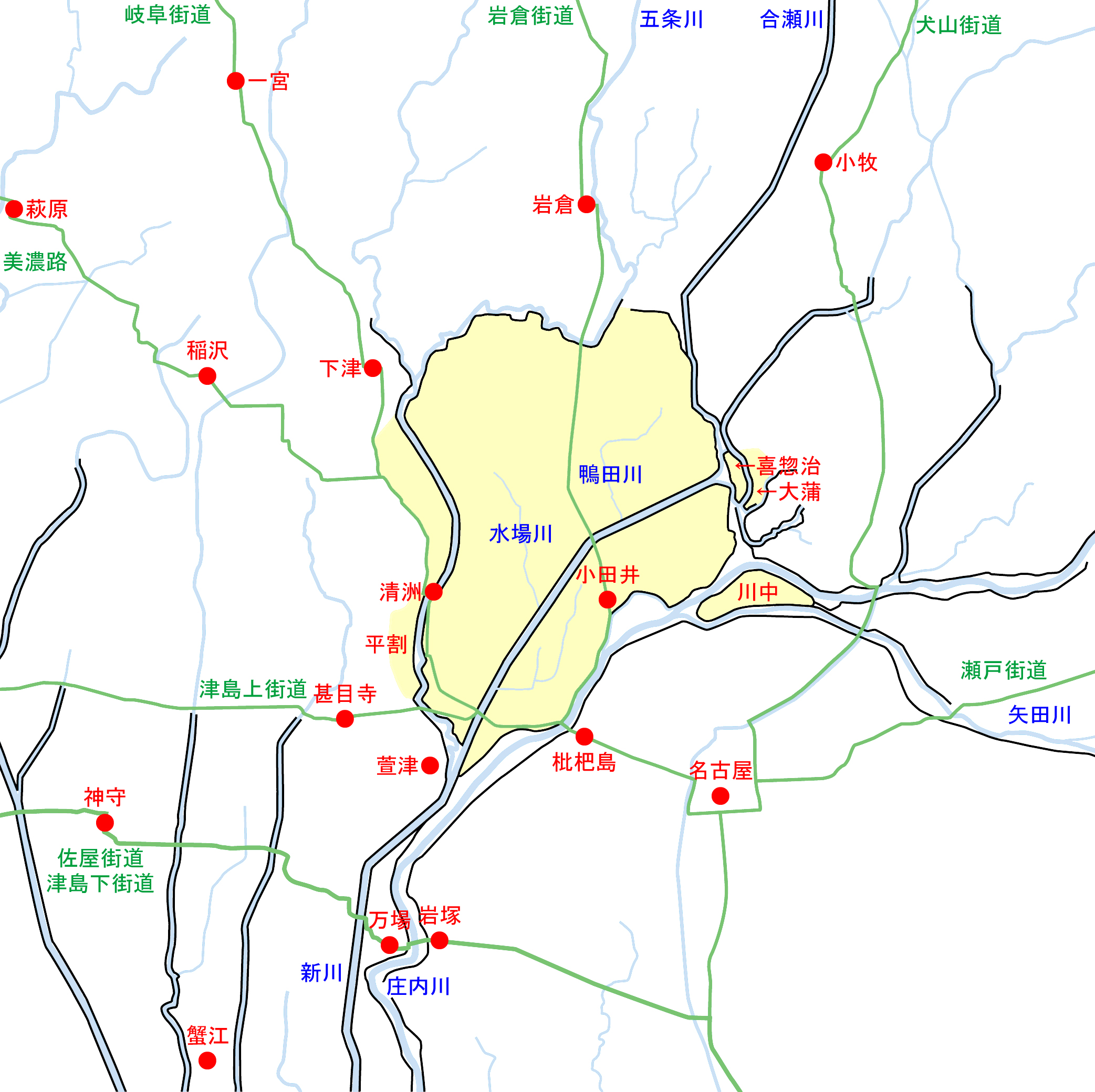
庄内川・新川流域の輪中の分布（黄着色部が輪中）。黒線は堤防、緑線は主要な街道などを意味するが、街道が堤防を通る場合は緑線で表示。赤字は主要な地名など。